# رحلة فطوطة السحرية (مسلسل)
رحلة فطوطة السحرية مسلسل فكاهي استعراضي مصري، إنتج عام 1989 بطولة سمير غانم ، إيمان الطوخي ، هاني رمزي ، سيد حاتم ومحمد الشويحي وشوقي شامخ ، من تأليف عبدالرحمن شوقي وإخراج محمد عبد النبي.